# CityVille
CityVille was een populair computerspel dat gespeeld kan worden via een applicatie op Facebook of op de website van Zynga, de ontwikkelaar van het spel. Het spel is de populairste applicatie op de netwerksite, met 84,2 miljoen maandelijkse actieve gebruikers.
CityVille werd stopgezet op 30 april 2015.

## Gameplay
CityVille hanteert hetzelfde concept als FarmVille, waar de speler een boerderij kan opbouwen, alleen moet in dit geval een stad opgebouwd worden. Het spel heeft als grootste kracht dat de online werelden van spelers elkaar kruisen via Facebook. Zo kunnen spelers de steden van Facebook-vrienden bezoeken om ze te helpen of om een bedrijf bij ze te openen. Voor de meeste acties in het spel krijgt de speler ervaringspunten (experience points), waardoor het spelerslevel langzaam toeneemt. De werking van het spel wordt langzaamaan duidelijk gemaakt doordat de speler opdrachten (goals) moet volbrengen als: "bouw een bakkerij", "oogst 10 aardbeien" of "leg 5 wegen aan".

## Geschiedenis
CityVille werd op 18 november 2010 door Zynga aangekondigd, maar het duurde tot 2 december 2010 voor het spel uitkwam, zodat Zynga het spel nog verder kon aanpassen. Op de dag van verschijning trok het spel 290.000 spelers, wat voor Zynga een record was, en in totaal werden zo'n 2,7 miljoen huisjes gebouwd. Op 2 januari 2011 bereikte het spel het hoogste aantal maandelijks actieve gebruikers van een applicatie op Facebook, daarbij FarmVilles staande record verbrekend. Op 26 januari 2011 had het spel 100 miljoen spelers en in 2013 hadden 34,5 miljoen gebruikers het aangeduid als "vind ik leuk".